# ماوریسیو مانسانو
ماوریسیو مانسانو (اسپانیایی: Mauricio Manzano‎؛ زادهٔ ۳۰ سپتامبر ۱۹۴۳) بازیکن فوتبال اهل السالوادور بود.
از باشگاه‌هایی که در آن بازی کرده‌است می‌توان به باشگاه فوتبال فاس اشاره کرد.
وی همچنین در تیم ملی فوتبال السالوادور بازی کرده‌است.